# Banksia brownii
Banksia brownii is een soort van struik die voorkomt in het zuidwesten van West-Australië. Het is een aantrekkelijke plant met fijne gevederde bladeren en grote rood-bruine bloemaren, die meestal als een rechtopstaande struik groeit van ongeveer twee meter hoog, maar kan ook voorkomen als een kleine boom of een lage spreiding struik. Er zijn twee genetisch verschillende vormen.
B. brownii komt van nature slechts in twee clusters tussen Albany en de Stirling Range in het zuidwesten van West-Australië voor.
... · 
B. aemula · 
B. attenuata · 
B. baxteri · 
B. brownii · 
B. canei · 
B. ericifolia · 
B. integrifolia · 
B. marginata · 
B. prionotes · 
B. serrata · 
B. sphaerocarpa · 
B. verticillata · 
...